# Bibiomima handlirschi
Bibiomima handlirschi är en tvåvingeart som beskrevs av Brauer och Julius Edler von Bergenstamm 1889. Bibiomima handlirschi ingår i släktet Bibiomima och familjen parasitflugor. Inga underarter finns listade.